# جعة منخفضة الكحول

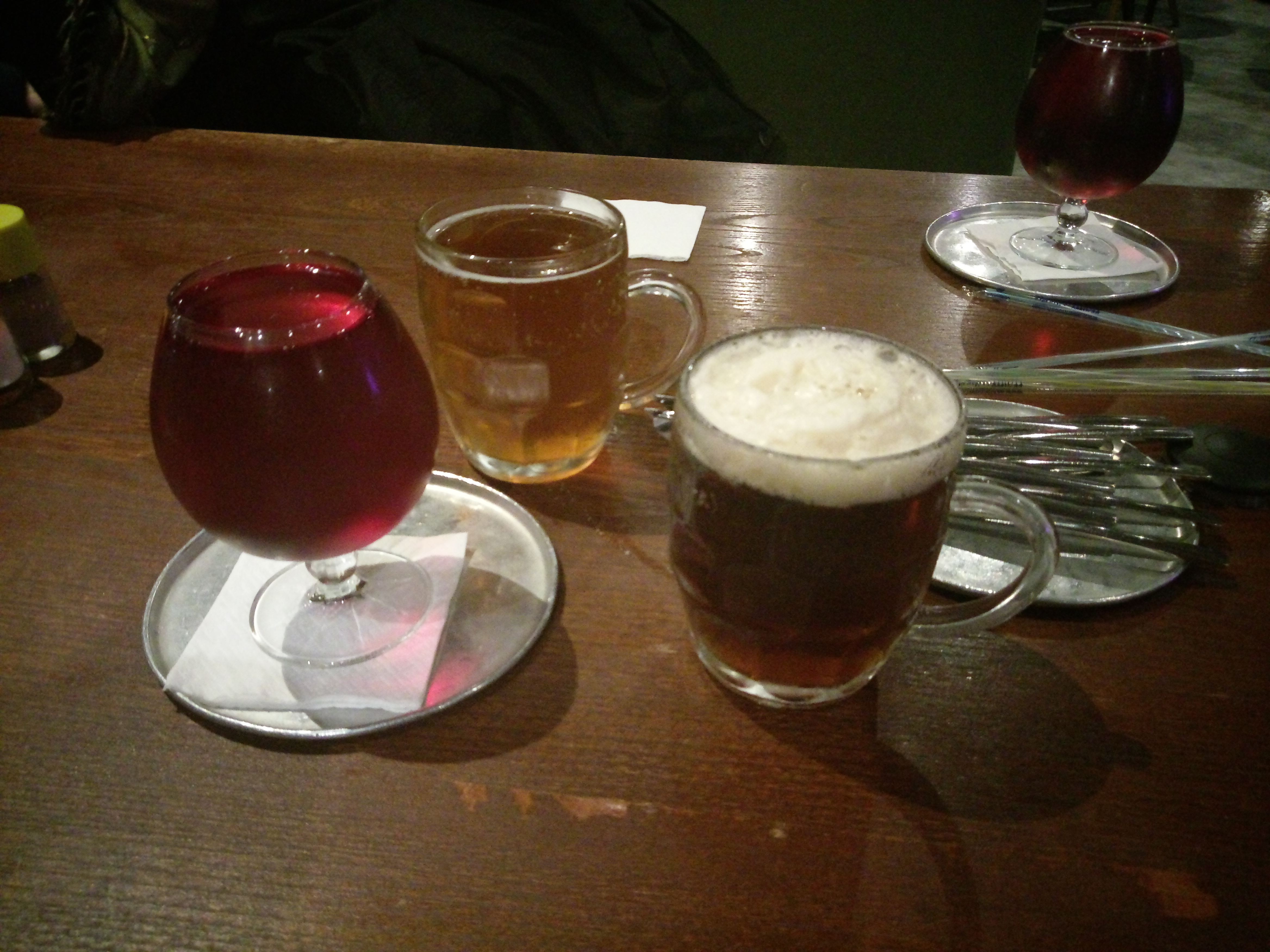
أمثلة على الجعة الخالية من الكحول في إيران. وفقًا للشريعة، فإن شراء المشروبات الكحولية واستهلاكها من قبل المسلمين ليس قانونيًا في البلاد.

الجعة منخفضة الكحول هي الجعة التي تحتوي على نسبة ضئيلة أو معدومة من الكحول وتهدف إلى إعادة إنتاج مذاق الجعة دون (أو على الأقل تقليل) التأثيرات الهائلة للمشروبات الكحولية القياسية. معظم الجعة المنخفضة للكحول وليجر. تُعرف أيضًا الجعة منخفضة الكحول بأنها الجعة الخفيفة أو الجعة الخالية من الكحول أو الجعة الصغيرة أو الجعة الصغيرة أو الجعة القريبة .

## التاريخ
تعود المشروبات الكحولية المنخفضة مثل الجعة الصغيرة إلى أوروبا في العصور الوسطى على الأقل، حيث كانت تعمل كبديل أقل خطورة للمياه (التي غالبًا ما كانت ملوثة بالبراز والطفيليات) وكانت أقل تكلفة.
في الآونة الأخيرة، أدت حركات الاعتدال والحاجة إلى تجنب الكحول أثناء القيادة، تشغيل الآلات، وما إلى ذلك إلى تطوير الجعة غير المسكرة.
في الولايات المتحدة، تمت عملية تشجيع المشروبات غير الكحولية أثناء الحظر، وفقًا لجون نيلزكوفيتش. في عام 1917، اقترح الرئيس ويلسون قصر محتوى الكحول من مشروبات الشعير على 2.75 ٪ في محاولة لاسترضاء المضربين المتعطشين. في عام 1919، وافق الكونغرس على قانون Volstead، الذي حدد محتوى الكحول لجميع المشروبات بنسبة 0.5 ٪. أصبحت هذه المشروبات الكحولية منخفضة للغاية تعرف باسم المقويات tonics، وبدأ العديد من مصانع الجعة في تحضيرها من أجل البقاء في العمل أثناء الحظر. نظرًا لأن إزالة الكحول من الجعة لا يتطلب سوى خطوة إضافية واحدة بسيطة، فقد رأت العديد من مصانع الجعة أنه تغيير سهل. في عام 1933، عندما تم إلغاء الحظر، تمكنت مصانع الجعة من إزالة هذه الخطوة الإضافية بسهولة.
بحلول الثمانينيات والتسعينيات، أدت المخاوف المتزايدة بشأن إدمان الكحول إلى تزايد شعبية الجعة «الخفيفة». في 2010s، ركزت مصانع الجعة على تسويق الجعة الخالية من الكحول لمواجهة شعبية الجعة. كما أدى انخفاض الاستهلاك إلى إدخال مشروبات غير كحولية واسعة النطاق يطلق عليها اسم «الجعة القريبة».
في بداية القرن الحادي والعشرين، شهدت الجعة الخالية من الكحول ارتفاعًا في شعبية الشرق الأوسط (التي تشكل الآن ثلث السوق). أحد أسباب ذلك هو أن العلماء المسلمين أصدروا فتاوى سمحت باستهلاك الجعة طالما كان بالإمكان استهلاك كميات كجعة دون السكر.

## إيجابيات وسلبيات
تشمل السمات الإيجابية للخمور غير الكحولية القدرة على القيادة بعد تناول العديد من المشروبات، والحد من الأمراض المرتبطة بالكحول، وأعراض مخلفات أقل حدة. 

## التصنيفات
في الولايات المتحدة، كانت المشروبات التي تحتوي على أقل من 0.5 ٪ من الكحول حسب الحجم (ABV) تسمى قانونيا بأنها غير كحولية، وفقا لقانون فولستيد الذي انتهى الآن. نظرًا لانخفاض محتواها من الكحول، فقد يتم بيع الجعة الخالية من الكحول بشكل قانوني للأشخاص دون سن 21 عامًا في العديد من الولايات الأمريكية.
في المملكة المتحدة، توصي الإرشادات الحكومية بالأوصاف التالية لمشروبات «بديل الكحول» بما في ذلك الجعة الخالية من الكحول. استخدام هذه الأوصاف أمر طوعي: 
- لا كحول أو خالي من الكحول: لا يزيد عن 0.05٪ من نسبة الكحول
- تعاطي الكحول: أكثر من 0.05 ٪ ولكن أقل من 0.5 ٪ نسبة الكحول
- منخفض الكحول: لا يزيد عن 1.2 ٪ نسبة الكحول

في بعض أجزاء الاتحاد الأوروبي، يجب ألا تحتوي الجعة على أكثر من 0.5٪ من نسبة الكحول إذا تم تسميتها «خالية من الكحول».
في أستراليا، يشير مصطلح «الجعة الخفيفة» إلى أي جعة تحتوي على أقل من 3.5٪ من الكحول.

### جعة خفيفة
الجعة الخفيفة هي جعة تحتوي على نسبة منخفضة من السعرات الحرارية مقارنة بالجعة العادية، وعادةً ما تحتوي أيضًا على محتوى كحولي أقل، اعتمادًا على العلامة التجارية ومكان بيعها. يتم تصنيع الجعة الخفيفة عن طريق تقليل محتوى الكربوهيدرات، وثانياً عن طريق تقليل محتوى الكحول، حيث أن كل من الكربوهيدرات والكحول يسهمان في محتوى السعرات الحرارية للجعة.
في أستراليا، تحتوي الجعة المنتظمة على حوالي 5٪ من نسبة الكحول. الجعة مخفضة الكحول لديها 2.2 ٪ - 2.3 ٪. [بحاجة لمصدر]
في كندا، تحتوي الجعة المخفضة على الكحول على 2.6 ٪ - 4.0 ٪ نسبة الكحول بينما تحتوي الجعة «الخفيفة للغاية» على أقل من 2.5 ٪. 
في الولايات المتحدة، تمتلك معظم العلامات التجارية للجعة الخفيفة في الأسواق، بما في ذلك Bud Light وCoors Light وMiller Lite ، 4.2٪ نسبة الكحول، أي أقل بنسبة 16٪ من الجعة العادية من نفس الشركات المصنعة التي تمثل 5٪ نسبة الكحول. 

### الجعة القريبة

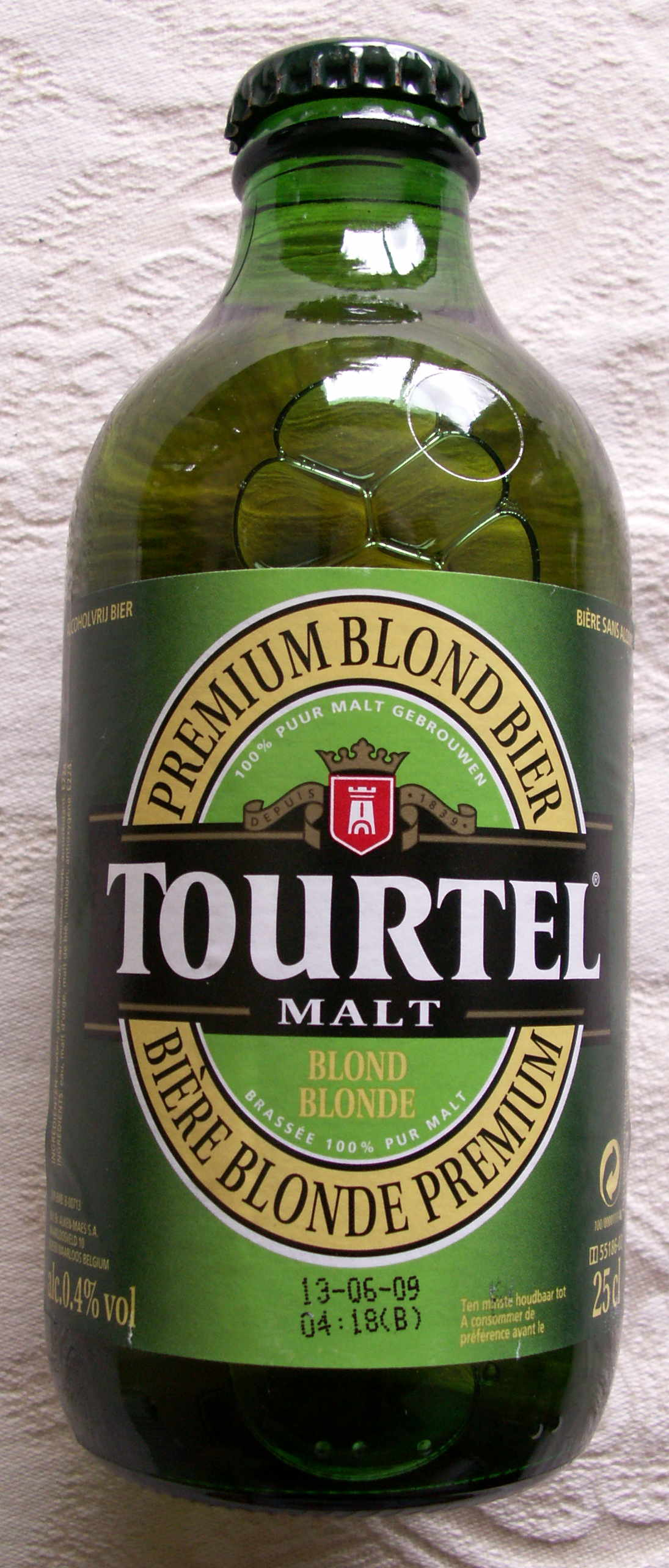
تورتيل، الجعة القريبة التي تحتوي على نسبة 0.4 ٪

في الأصل، كان مصطلح «القريبة من الجعة» مصطلحًا لمشروبات الشعير التي تحتوي على القليل من الكحول أو لا تحتوي على الكحول (أقل من 0.5٪ ABV)، والتي تم تسويقها على نطاق واسع أثناء الحظر في الولايات المتحدة. لا يمكن قانونيا تسمية الجعة القريبة بأنها «جعة» وتم تصنيفها رسميًا على أنها «مشروب حبوب». ومع ذلك، أطلق عليها الجمهور تقريبًا اسم «بالقرب من الجعة».

### جعة صغيرة
الجعة الصغيرة هي جعة / مزر التي تحتوي على القليل جدا من الكحول. أحيانا فلتر وعصيدة مثل، كان الشراب المفضل في العصور الوسطى في أوروبا وأمريكا الشمالية بدلا من الماء فالملوث والجعة باهظة الثمن تستخدم في الاحتفالات. كما تم إنتاج الجعة الصغيرة في المنازل للاستهلاك من قبل الأطفال والخدم في تلك المناسبات.

### جعة غير كحولية

#### العالم العربي
يمثل الشرق الأوسط حوالي ثلث مبيعات الجعة الخالية من الكحول في جميع أنحاء العالم.  أصدر رجال الدين الإسلامي في المملكة العربية السعودية ومصر فتاوى تسمح لاستهلاك الجعة «الخالية من الكحول». غالبًا ما تكون أنواع الجعة الخالية من الكحول مثل Holsten وباربيكان وموسي متوفرة في المتاجر والمطاعم في جميع أنحاء العالم العربي.  

#### ماليزيا
كان سوق الجعة غير الكحولية في ماليزيا بطيئًا مقارنة بالدول الأخرى ذات الأغلبية المسلمة، واعتبارًا من عام 2015، لم توافق الحكومة الماليزية على أي جعة غير كحولية حلال.

#### إيران
في عام 2008، واصلت مبيعات الجعة غير الكحولية في إيران أدائها العالي بمعدلات نمو مضاعفة من حيث القيمة والحجم، ومن المتوقع أن تزيد مبيعاتها الإجمالية بأكثر من الضعف بين عامي 2008 و2013.

#### الهند
مبيعات الجعة غير الكحولية في الهند منخفضة نسبيا. أحد اللاعبين المقبلين الرئيسيين هو " Coolberg " الذي يقدم نكهات متعددة تناسب أذواق المستهلكين الهنود. Coolberg هو أول جعة خالية من الكحول في الهند.

#### أمريكا الشمالية
أمريكا الشمالية تشهد زيادة في استهلاك الجعة غير الكحولية. في الولايات المتحدة، لها سمعة باعتبارها المشروب المفضل للشرطة المتقاعدين، وآباء الضواحي، ومدمني الكحول الذين تم علاجهم. من المعروف أن الرئيس السابق جورج دبليو بوش ونائب الرئيس مايك بينس معروفين بأنهم يشربون الجعة غير الكحولية.

### أوروبا
إسبانيا هي المنتج والمستهلك الرئيسي للجعة التي تحتوي على كميات قليلة من الكحول في الاتحاد الأوروبي.